# Ćukovi
Ćukovi falu Bosznia-Hercegovinában, Bihács községben, a Bosznia-hercegovinai Föderáció Una-Szanai kantonjában. 

## Fekvése
Bihács központjától légvonalban 23, közúton 28 km-re délkeletre fekszik. 

## Népessége
| Nemzetiségi csoport | Népesség 1991 | Népesség 2013 |
| ------------------- | ------------- | ------------- |
| Szerb               | 1             | 1             |
| Bosnyák             | 456           | 209           |
| Horvát              | 2             | 0             |
| Jugoszláv           | 1             | 0             |
| Egyéb               | 2             | 11            |
| Összesen            | 462           | 221           |

## Története
A középkorban az Una folyót „Horvátország legfontosabb folyójának” – principalissimo fiume di Croacia – nevezték. Ugyanakkor az Una közlekedési útvonalat „via exercitualis”-nak, azaz hadiútnak nevezték, bár katonák és kereskedők egyaránt használták. Ez a „via exercitualis”, amely katonai-politikai és geostratégiai szempontból rendkívül fontos volt az egész Una-Sana régió számára, többnyire az Una folyót követte, összekötve a tengerparti piacot a pannon (belföld) piaccal. Az itt épített várakból kilátás nyílt az Oraški-patak völgyére, amely természetes közúti útvonalat jelentett, amely az Una jobb partjáról enyhe emelkedéssel vezetett a mai Bihács-Bosanski Petrovac közötti összeköttetéshez, azaz a középkori útvonalhoz. Az út Sziszekből Topuszkába, majd Bihácson keresztül az Una és az Unac völgyein keresztül Knin városába, majd Zárába és Spalatóba vezetett. Az utat ellenőrző katonai létesítmények közé tartoztak azok a Ćukovi feletti erődítmények, amelyek közül a Gradina nevű sáncvár már az őskor óta vigyázta ezt a területet, de a Vrnograč is nagyon régi. 

## Nevezetességei
- A Kulenović bégek tornyának romjai. A torony falai ma is 4 emelet magasságban állnak. Oldalfalai közül már csak az északkeleti és a délkeleti fal áll. A tornyot fal nem övezte, csak gazdasági épületek álltak mellette. Ezekből és az egykori kiszolgáló faluból ma már semmi sem látható. A tornyot 1918-ban rombolták le.[2]

- A toronytól délre az Una partján egy magányos hegytetőn egy őskori sáncvár „Gradina” maradványa található. Két részből áll, A déli részen áll ún. Kisvár, melyek a Nagyvártól egy 95 méter hosszú keresztsánc választ el. A két várrész együttes hossza megközelíti az 500 métert.[2]

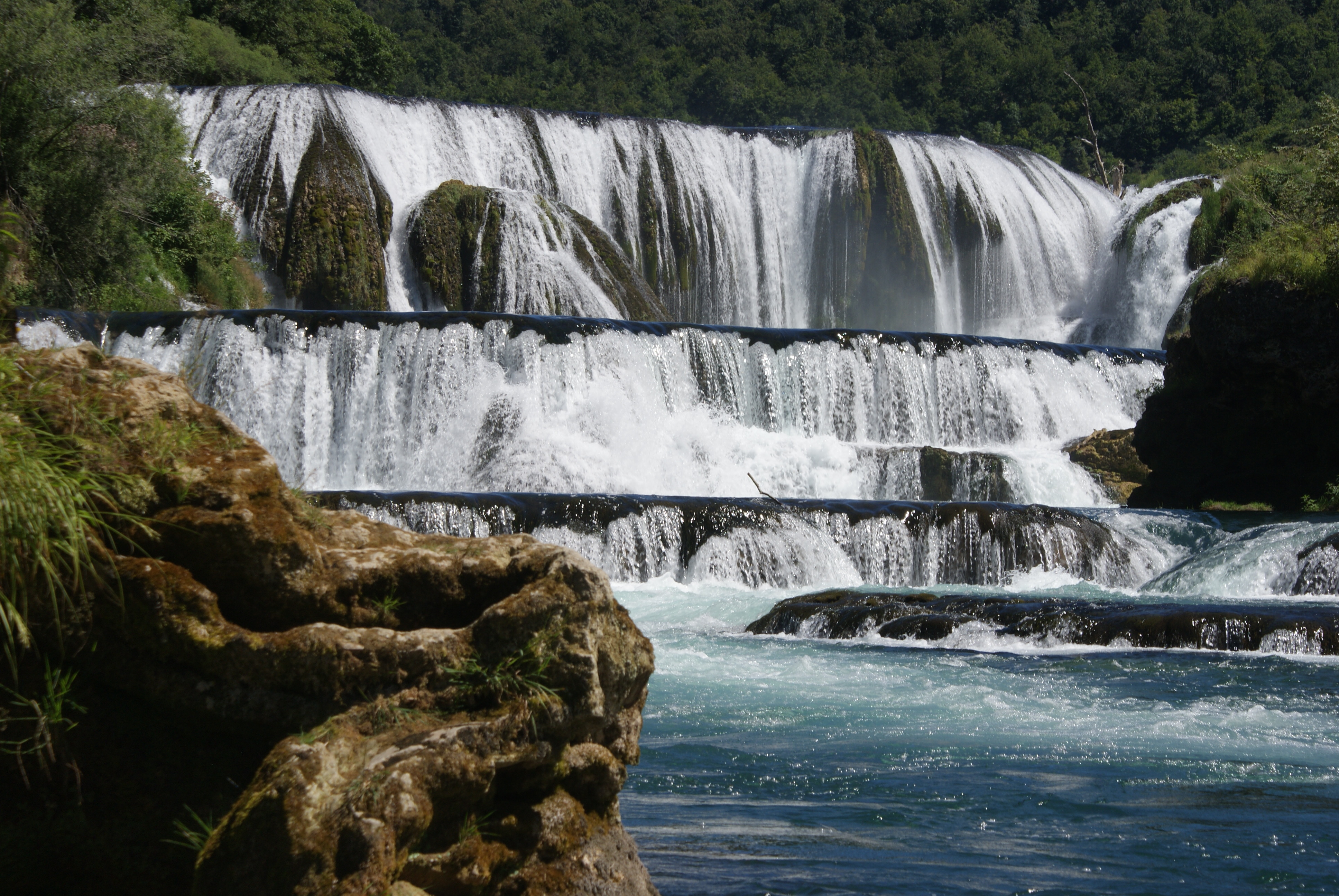
A Štrbački buk vízesései az Unán

- Ćukovi felett, Bihácstól nem messze található Vrnograč (Vranograč), egy kis vármaradvány védőtoronnyal és trapéz alakú udvarral, sánccal körülvéve. Valószínűleg a Humljan nemzetségé volt. Vrnogračról nem sok adat van, a védőtorony 15 m magasságig, a sánc pedig 5-7 m között maradt fenn.[3]

- Cukoviban a muktár háza közelében egy zord fennsík végén magasodik egy fiatal erdővel benőtt alacsony, nagyon sziklás földnyelv, amely meredeken ereszkedik le Cukovi felé. A 740 m tengerszint feletti magasságú fennsíkot meglehetősen megtöri Crnkića várának dombja. A vár egy belső várból áll, amelyet közvetlenül a hegyfok mellett kősánc vesz körül, amely északnyugatról, keletről ill. délkeleten a hegyfok mindkét oldalán szabálytalan ívben húzódik; a belső vár sáncai északnyugaton 3 m-ig, délkeleten 5 m-ig emelkednek. A várba kelet felől a sáncok sarkán keresztül jutunk be, és a vár elé azon az oldalon két előteret építettek. A két sánc közül a belső íves, míg a külső lekerekített négyszögletes sánc, amelyen keresztül a belső vár megközelítéséhez vezet az út. A belső várhoz az északnyugati oldalon egy kisebb külső vár kapcsolódik. Ezen kívül két mély sziklás völgy vagy mélyedés is védi azt a várat, amelyek az északi oldalon a belső vár sáncának belső sarka mentén a külső vár sánca mentén húzódnak. Az egész erőd 280 m hosszú, maximális szélessége 170 m.[4]

- Határában található az Una egyik csodálatos zuhataga a Štrbački buk, melyet a lekoptatott sziklákon és a travertin gátakon átcsapódó, gyorsan áramló víz alakított ki. Ezen a helyen a legszebbek az Una folyó vízesései, melyekhez egy jól karbantartott ösvény vezet.